# Journal of Cell Biology
The Journal of Cell Biology is een internationaal, aan collegiale toetsing onderworpen wetenschappelijk tijdschrift op het gebied van de celbiologie. De naam wordt in literatuurverwijzingen meestal afgekort tot J. Cell Biol. Het wordt uitgegeven door Rockefeller University Press en verschijnt tweewekelijks.
Vanaf de oprichting in 1955 tot en met 1961 verscheen het onder de naam The Journal of Biophysical and Biochemical Cytology.
Aanleiding tot de oprichting van het tijdschrift waren de problemen die onderzoekers (velen van hen medewerkers van de Rockefeller University) ondervonden bij het publiceren van resultaten van elektronenmicroscopie in de bestaande tijdschriften in de jaren 1950. Foto's vormden een belangrijk onderdeel van hun resultaten. Zowel qua techniek als redactionele richtlijnen waren de bestaande tijdschriften daar niet goed voor toegerust.